# Hyaleucerea picticeps
Hyaleucerea picticeps là một loài bướm đêm thuộc phân họ Arctiinae, họ Erebidae.